# Rețeaua Expres Regională (Bruxelles)
Rețeaua Expres Regională, prescurtat RER (în franceză Réseau Express Régional, prescurtat RER; în neerlandeză Gewestelijk ExpresNet, prescurtat GEN), este un proiect care prevede construcția unei rețele de trenuri preorășenești în și în jurul Regiunii Bruxelles din Belgia. Scopul proiectului este de a realiza legături mai rapide și cu o frecvență mai ridicată pe o rază de aproximativ 30 km în jurul Bruxelles-ului, într-o regiune locuită de peste 2 milioane de persoane. 
Numele provine de la rețeaua RER din Paris, iar denumirea neerlandeză este o traducere fidelă a denumirii franceze. Serviciul RER din Paris este asigurat în exclusivitate cu ajutorul trenurilor. În Bruxelles, Rețeaua Expres Regională integrează diverse mijloace de transport în comun, precum tren, metrou, tramvaie și autobuze. Acest lucru este realizat prin corelarea orarelor acestor mijloace de transport și prin posibilitatea de a plăti călătoria cu oricare din ele prin intermediul cartelei electronice contactless MOBIB.
În principiu, rețeaua RER bruxelleză ar fi trebuit să intre în serviciu încă din anul 2012, dar din cauza unor întârzieri în executarea unor lucrări de infrastructură feroviară, anumite secțiuni ale rețelei nu vor deveni operaționale decât în 2025.
Componenta feroviară a RER, care purta anterior numele de CityRail, a fost redenumită, pe 13 decembrie 2015, în Rețeaua-S, prin analogie cu rețelele preorășenești europene: S-Bahn în Germania, S-tog în Copenhaga, Le linee S [Suburbane] din Milano sau Linky S din Praga. Litera „S” provine de la diverse atribute ale rețelei, definite prin cuvinte în limbile oficiale ale Belgiei (nl  Stedelijk=orășenesc, nl  Stad=oraș, nl  Snel=rapid sau fr  Suburbain=suburban).
Cartela MOBIB, devenită un mijloc de plată comun, a fost introdusă gradual de diferite companii de transport. În primă instanță, ea este un card electronic cu ajutorul căruia se pot achita titlurile de călătorie ale diverselor companii care asigură transportul în comun în regiune. Deocamdată nu există discuții privind o integrare a tarifelor de transport prin intermediul MOBIB.

## Istoric
Rețeaua RER în jurul Bruxelles-ului are o istorie lungă și au existat mai multe proiecte diferite în trecut care au făcut posibilă, pe 13 decembrie 2015, inaugurarea oficială a sistemului. Încă înainte ca primele faze de proiectare a RER să capete contur, au fost deschise, în anii 1960, 70 de stații feroviare noi pe linia 26, în combinație cu o frecvență a trenurilor destul de ridicată. Spre sfârșitul anilor 1980, diverse studii au demonstrat că numărul de călători din imediata vecinătate a capitalei era încă scăzut, în ciuda potențialului liniilor existente. Planul STAR 21 al NMBS/SNCB, publicat în 1989, propunea soluții pentru sporirea operațiunilor companiei în regiune. A durat totuși până în 1999 pentru ca decizia de realizare a rețelei RER să fie luată și pentru a se face primele investiții în acest sens. În 2004 au început lucrările efective de infrastructură, iar în 2008 a fost încheiat contractul pentru cumpărarea automotoarelor Desiro necesare.
De-a lungul timpului, întârzieri considerabile au fost cauzate de complexitatea instituțională a regatului belgian, fiind necesar un acord între guvernul federal și guvernele celor trei regiuni ale țării, precum și colaborarea celor patru societăți de transport în comun, NMBS/SNCB, MIVB/STIB, De Lijn și TEC. Anumite tronsoane au suscitat opoziția comitetelor riveranilor și a organizațiilor de apărare a mediului, așa cum s-a întâmplat în cazul dublării la patru linii a magistralei 161 între Boitsfort/Boosvoorde și Ottignies, pe porțiunea care trece prin situl protejat al naturii Forêt de Soignes.

### CityRail

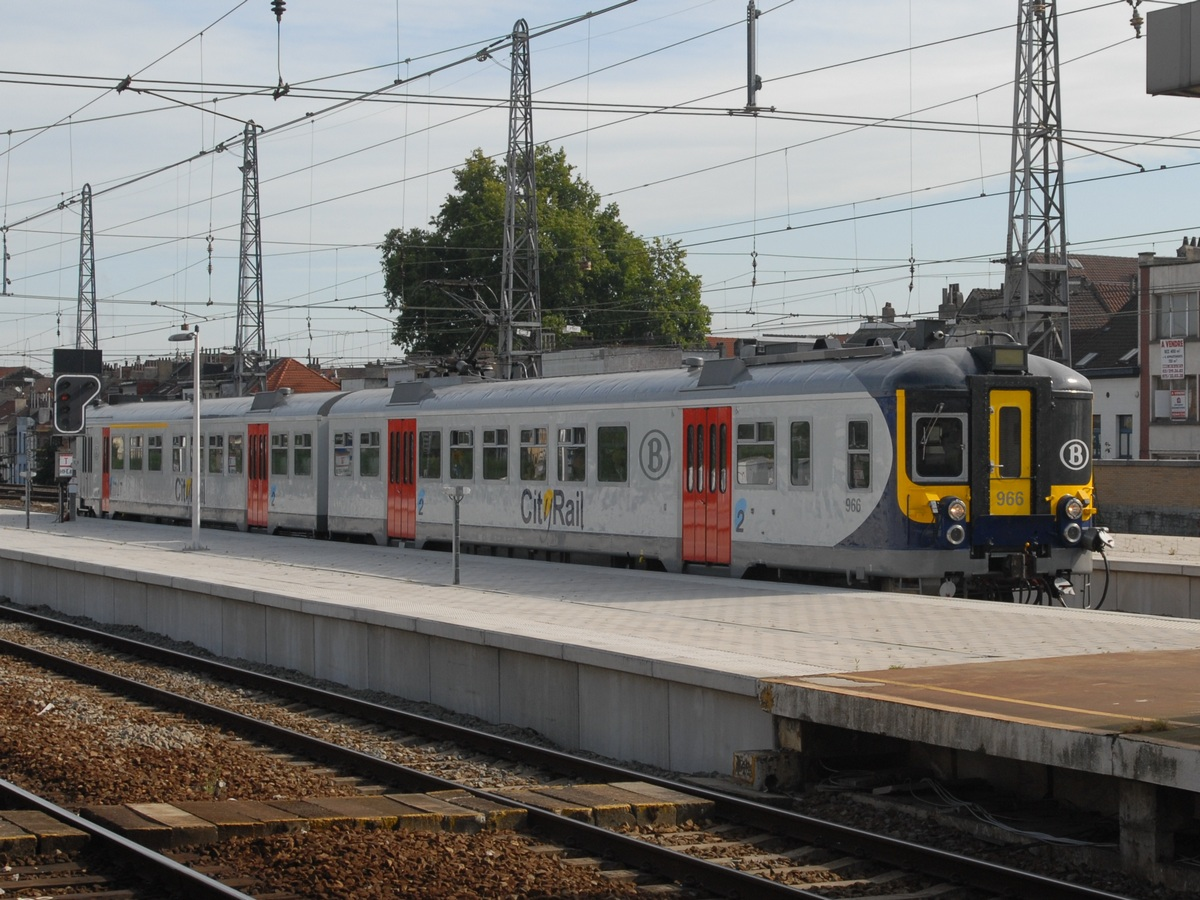
Automotor modernizat al CityRail

Ca proiect pilot, NMBS/SNCB a introdus pe liniile existente L așa-numitul serviciu CityRail, operat cu trenuri renovate. Cu excepția traseului CR 1, toate celelalte linii circulau de-a lungul legăturii Nord-Sud. Inițial erau cinci linii CityRail, iar din decembrie 2005 s-a introdus și a șasea. În timp, trenurile CityRail au început să circule și pe linii care nu făceau parte din acest sistem. Odată cu publicarea, pe 9 decembrie 2012, a noului mers al trenurilor pentru 2013, numele CityRail a dispărut, iar trenurile respective au fost redenumite trenuri L. 
Liniile din care era compusă rețeaua CityRail erau:
- CR 1: Aalst - Denderleeuw - Bruxelles - Etterbeek - Braine-l'Alleud
- CR 2: Dendermonde - Bruxelles - Halle - Geraardsbergen
- CR 3: Bruxelles - Etterbeek - Louvain-la-Neuve-Université
- CR 4: Zottegem - Denderleeuw - Bruxelles
- CR 5: Aalst - Denderleeuw - Bruxelles
- CR 6: Leuven - Bruxelles - Braine-le-Comte

### Punerea în funcțiune
Părți mai mici de infrastructură feroviară construite pentru RER, precum Gara Diesdelle, au fost puse pe rând în funcțiune. Automotoarele Desiro destinate rețelei au început să fie livrate în anul 2011. 

#### Planul „Horizon 2012”

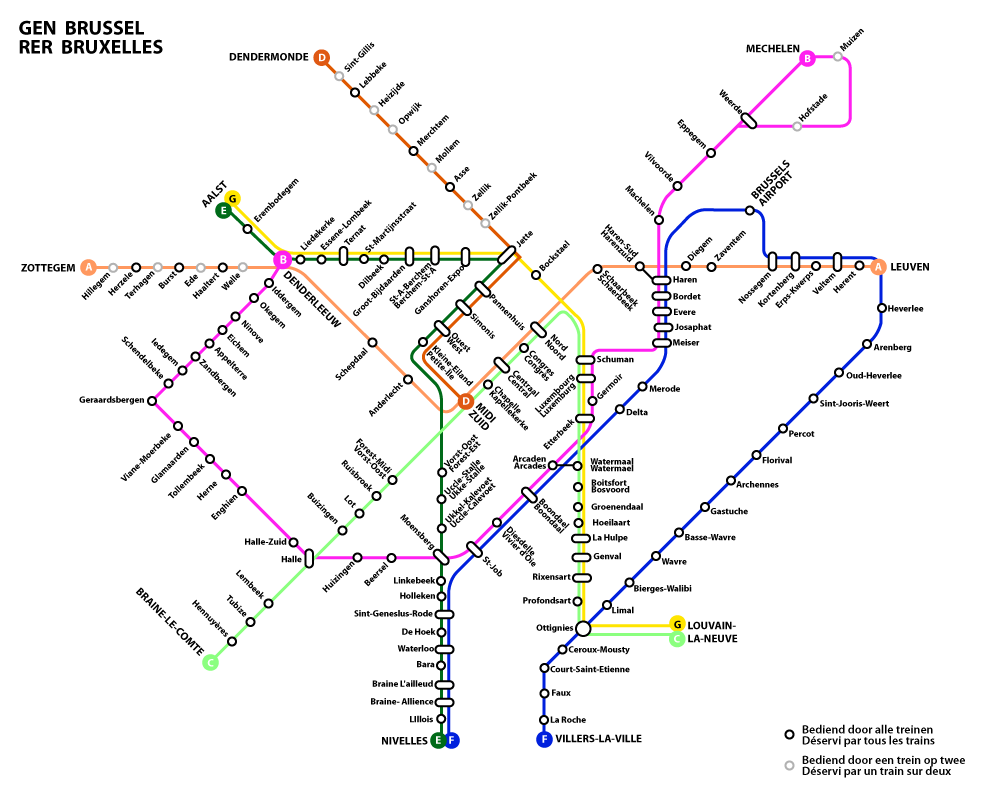
O versiune a RER din anul 2011.

Rețeaua RER a fost propusă oficial prima dată în 2004, prin așa-numitul plan „Horizon 2012”. Conform acestuia, RER trebuia dată în folosință în 2012 și ar fi fost o rețea în formă de stea alcătuită din opt linii. Acest proiect prevedea ca RER să reprezinte o rețea preorășenească performantă, în care frecvența pe cele mai multe dintre linii să fie de patru trenuri pe oră în fiecare direcție.
Ulterior, acest plan a fost adaptat, iar RER transformată într-o rețea feroviară cu nouă linii:
- Linia 1: Arenberg - Leuven - Bruxelles - Zottegem / Geraardsbergen (via legătura Nord-Sud)
- Linia 2: Nivelles - Bruxelles - Ottignies - Louvain-la-Neuve (via legătura Nord-Sud)
- Linia 3: Leuven - Brussels Airport - Bruxelles - Braine-l'Alleud (via tunelul Schuman-Josaphat și linia 26)
- Linia 4: Mechelen - Bruxelles - Halle - Geraardsbergen (o porțiune via legătura Nord-Sud, o altă porțiune via tunelul Schuman-Josaphat și linia 26)
- Linia 5: Aalst - Denderleeuw - Bockstael (+ legătura Nord-Sud și linia 28)
- Linia 6: Dendermonde - Bruxelles - Halle - Braine-le-Comte (via legătura Nord-Sud)
- Linia 7: Halle - Vilvoorde (via linia 26)
- Linia 8: Aalst - Bruxelles - Ottignies - Louvain-la-Neuve (via legătura Bockstael-Schuman)
- Linia 9: Villers-la-Ville - Ottignies - Wavre

Precum în proiectul anterior, și acest plan prevedea ca liniile rețelei să fie marcate cu litere. Între timp, legătura Nord-Sud a devenit din ce în ce mai saturată, așa că s-a decis să fie trimise mai puține trenuri pe acest traseu critic. 
Odată cu noul mers al trenurilor publicat de NMBS/SNCB în decembrie 2014, au fost puse efectiv în funcțiune noi porțiuni ale RER. Totuși, denumirea de RER nu a fost încă oficializată. Noul mers al trenurilor se folosea încă, precum în anii anteriori, de numărul dublu de șine de pe diversele linii, astfel încât traficul local și cel regional sau național să poată fi separate.

### Planul 2015

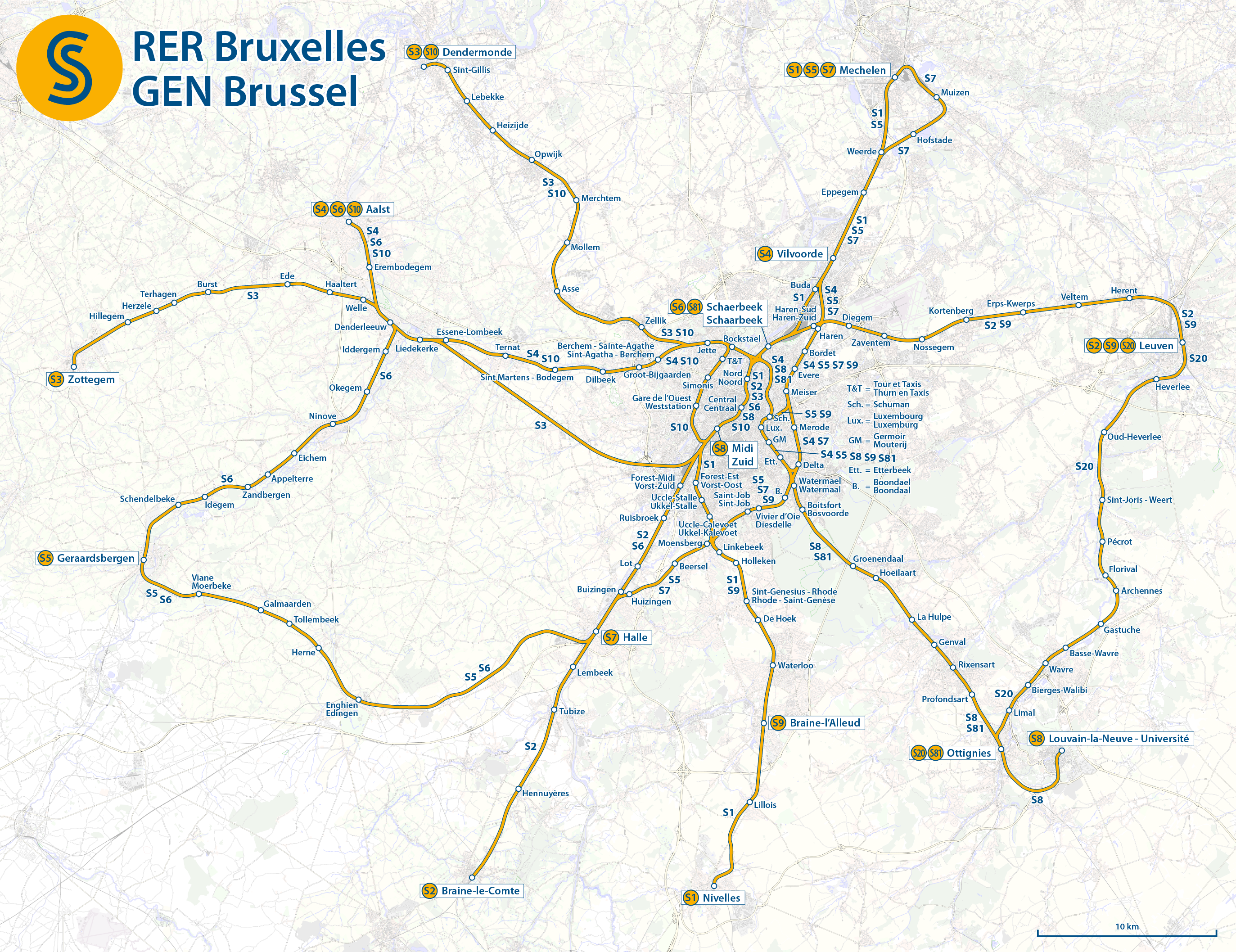
Situația reală a RER în anul 2016.

Pe 23 martie 2015, președintele Consiliului de Administrație al NMBS/SNCB Jo Cornu și ministrul federal al Mobilității și Transporturilor Jacqueline Galant au prezentat planul final pentru Rețeaua Expres Regională. Data lansării oficiale a fost 13 decembrie 2015, iar RER ar trebui să intre în totalitate în serviciu în anul 2025. La data lansării funcționau 12 linii, numerotate cu litera „S” urmată de o cifră. Liniile de la 1 la 10 urmau să circule prin Bruxelles, în timp ce liniile cu numere mai mari de 20 urmau să circule prin localitățile limitrofe. Inițial, în martie 2015, era prevăzută înființarea a cinci linii S2X (S20 - S23). Totuși, liniile Ottignies - Villers-la-Ville (S21), Dendermonde - Mechelen (S22) și Mechelen - Leuven (S23) n-au mai fost transformate în trasee preorășenești ale RER, ci au rămas linii L.
Darea în funcțiune a tunelului Schuman-Josaphat și a noilor trasee S5 și S9 a fost amânată până în aprilie 2016 ca urmare a amenințărilor teroriste din Bruxelles, de la sfârșitul anului 2015.
Trenurile S folosesc în cea mai mare parte liniile existente din și din jurul Bruxelles-ului. Principala secțiune de infrastructură nou construită este tunelul Schuman-Josaphat, în lungime de 1.250 m, care face legătura între liniile 161 și 26. Totuși, au fost executate multe alte lucrări necesare pentru sporirea capacității de trafic pe liniile existente în scopul atingerii obiectivelor rețelei S proiectate. Este vorba în special de dublarea, de la două la patru linii, a principalelor trasee dinspre Bruxelles către Halle, Leuven, Ottignies, Nivelles și Denderleeuw.
Odată ce întreaga rețea RER va deveni operațională (eveniment prevăzut pentru anul 2025), trenurile S vor circula pe liniile principale în fiecare direcție cu o frecvență de patru pe oră în orele de vârf și două pe oră în afara acestora. Pentru serviciile RER au fost comandate garnituri noi de tren. În plus, au fost deschise halte suplimentare pe liniile operate de trenuri S. Spre exemplu, pe 10 decembrie 2007 a fost inaugurată halta Diesdelle de pe linia 26. Suplimentar, se construiesc noi parcări auto și de biciclete în gări, iar orarul autobuzelor care le deservesc este adaptat în consecință.
Pe 13 decembrie 2015, rețeaua preorășenească a fost lansată sub numele de „rețeaua-S” sau „serviciul-S” (nl  S-aanbod, fr  offre-S). Logo-ul acestui serviciu este litera „S” de culoare albastru cobalt aplicată pe un disc de culoare portocalie. O zi mai târziu a fost deschisă și gara Mouterij/Germoir. Ulterior a fost redeschisă și Thurn-en-Taxis/Tour et Taxis, fosta gară Pannenhuis. O foarte importantă componentă a serviciului-S, punerea în funcțiune a tunelului Schuman-Josaphat, a fost amânată din cauza amenințărilor teroriste din Bruxelles. Tunelul a fost inaugurat pe 4 aprilie 2016, față de data inițială de decembrie 2015. În același timp a fost pusă în funcțiune și legătura dintre liniile 26 și 25N. 
Pe 25 ianuarie 2016 a fost dată în folosință și dublarea, de la două la patru linii, a traseului 50A, împreună cu deschiderea unei noi halte la Arcaden/des Arcades (terminată în 2009) și o frecvență crescută a trenurilor pe linia S9.

## Linii
| Linie | Traseu                                                                             | Frecvența trenurilor în zilele lucrătoare | Frecvența trenurilor în weekend                                                                       |
| ----- | ---------------------------------------------------------------------------------- | --- | --- |
| S1    | Nivelles - Bruxelles - Mechelen - Antwerpen                                        | 2/oră Nivelles - Antwerpen | 1/oră în două segmente complementare: Nivelles - Bruxelles-Nord și Bruxelles-Sud - Antwerpen-Centraal |
| S2    | Braine-le-Comte - Bruxelles - Leuven                                               | 2/oră | 1/oră                                                                                                 |
| S3    | Oudenaarde - Zottegem - Bruxelles - Dendermonde                                    | 1/oră | nu circulă în weekend                                                                                 |
| S4    | Aalst - Bruxelles-Schuman - Merode - Vilvoorde                                     | 1/oră (limitat la Aalst - Merode în afara orelor de vârf)                                                                                       | nu circulă în weekend                                                                                 |
| S5    | Mechelen - tunelul Schuman-Josaphat - Bruxelles-Luxemburg - Halle - Geraardsbergen | 1/oră Mechelen-Geraardsbergen (doar până la Edingen în afara orelor de vârf) + 1/oră Mechelen-Halle                                             | nu circulă în weekend                                                                                 |
| S6    | Aalst - Denderleeuw - Geraardsbergen - Bruxelles - Schaarbeek                      | 1/oră Aalst - Schaarbeek (limitat la Denderleeuw - Schaarbeek în afara orelor de vârf) + 1/oră Denderleeuw - Schaarbeek (doar în orele de vârf) | 1/oră, limitat la Denderleeuw - Schaarbeek                                                            |
| S7    | Halle - Merode - Muizen - Mechelen                                                 | 1/oră | nu circulă în weekend                                                                                 |
| S8    | Bruxelles-Sud - legătura Nord-Sud - Ottignies - Louvain-la-Neuve                   | 1/oră | 1/oră, limitat la Bruxelles-Sud - Ottignies                                                           |
| S81   | Schaarbeek - Ottignies                                                             | 1/oră | nu circulă în weekend                                                                                 |
| S9    | Leuven - tunelul Schuman-Josaphat - Bruxelles-Schuman - Braine-l'Alleud            | 1/oră | nu circulă în weekend                                                                                 |
| S10   | Dendermonde - Bruxelles - Aalst                                                    | 1/oră Dendermonde - Aalst + 1/oră Bruxelles-Sud - Aalst (doar în orele de vârf)                                                                 | 1/oră                                                                                                 |
| S20   | Ottignies - Leuven                                                                 | 2/oră | 1/oră                                                                                                 |

### Planul 2017
Unele modificări au fost aduse mersului trenurilor S pe 11 decembrie 2016. În principal, aceste modificări se referă la îmbunătățirea cadenței trenurilor pe liniile S1 (la fiecare 30' în zilele lucrătoare, pe toată lungimea traseului) și S9 (la fiecare oră în zilele lucrătoare, pe toată lungimea traseului). Relația S7 (Halle – Mechelen) are o nouă oprire în gara Arcaden/des Arcades, pusă anterior în serviciu.
| Linie | Traseu                                                                             | Opriri | Frecvență | Trasee prelungite (în orele de vârf)                 | Material rulant (în orele de vârf) |
| ----- | ---------------------------------------------------------------------------------- | ------ | --- | ---------------------------------------------------- | ---------------------------------- |
| S1    | Nivelles - Bruxelles - Mechelen - Antwerpen                                        | 22     | luni-vineri: 2/oră sâmbătă-duminică: 1/oră | spre Charleroi-Sud (primul și ultimul tren al zilei) | AM08                               |
| S2    | Braine-le-Comte - Bruxelles - Leuven                                               | 22     | luni-vineri: 2/oră sâmbătă-duminică: 1/oră | spre Landen                                          | AM08                               |
| S3    | Oudenaarde - Zottegem - Bruxelles - Dendermonde                                    | 23     | luni-vineri: 1/oră sâmbătă-duminică: nu circulă |                                                      | AM08                               |
| S4    | Aalst - Bruxelles-Schuman - Merode - Vilvoorde                                     | 21     | luni-vineri: 1/oră sâmbătă-duminică: nu circulă | spre Vilvoorde                                       | AM08                               |
| S5    | Mechelen - tunelul Schuman-Josaphat - Bruxelles-Luxemburg - Halle - Geraardsbergen | 25     | luni-vineri: 2/oră (Halle-Mechelen) și 1/oră (Geraardsbergen-Halle) sâmbătă-duminică: nu circulă |                                                      | AM86                               |
| S6    | Aalst - Denderleeuw - Geraardsbergen - Bruxelles - Schaarbeek                      | 21     | luni-vineri: 1/oră sâmbătă-duminică: 1/oră | spre Ottignies                                       | AM08                               |
| S7    | Halle - Merode - Muizen - Mechelen                                                 | 18     | luni-vineri: 1/oră sâmbătă-duminică: nu circulă |                                                      | AM86                               |
| S8    | Bruxelles-Sud - legătura Nord-Sud - Ottignies - Louvain-la-Neuve                   | 16     | luni-vineri: 1/oră (Bruxelles-Ottignies, omnibus), 1/oră (Bruxelles-Louvain-la-Neuve, semi-direct) și 2/oră (Ottignies-Louvain-la-Neuve) sâmbătă-duminică: 1/oră (Bruxelles-Ottignies) și 2/oră (Ottignies-Louvain-la-Neuve) | spre Geraardsbergen spre Namur                       | AM08                               |
| S81   | Schaarbeek - Ottignies                                                             | 10     | luni-vineri: 1-2 pe sens (în orele de vârf) sâmbătă-duminică: nu circulă |                                                      | AM08                               |
| S9    | Leuven - tunelul Schuman-Josaphat - Bruxelles-Schuman - Braine-l'Alleud            | 19     | luni-vineri: 1/oră sâmbătă-duminică: înlocuit de IC 40xx 1/oră (Braine-l'Alleud - Brussels Airport - Leuven) |                                                      | AM80                               |
| S10   | Dendermonde - Bruxelles - Aalst                                                    | 28     | luni-vineri: 1/oră sâmbătă-duminică: 1/oră |                                                      | AM08                               |
| S20   | Ottignies - Leuven                                                                 | 13     | luni-vineri: 2/oră sâmbătă-duminică: 1/oră |                                                      | AM08                               |

## Infrastructură
Pe 23 august 2006 a fost săpată simbolic prima lopată de pământ pentru linia către Ottignies, deși alte lucrări la rețea se aflau deja în diverse stadii de execuție:
- Dublarea de la 2 la 4 linii a unor diverse trasee;
- Construcția de poduri feroviare noi pentru sporirea capacității;
- Demolarea și reconstrucția unor poduri sau pasaje rutiere pentru a permite dublarea liniilor de cale ferată;
- Tunelul Schuman-Josaphat, o legătură directă între liniile 161 și 26. Această investiție a inclus și modificarea stației Bruxelles-Schuman;
- Renovarea haltelor existente;
- Deschiderea de gări și halte noi, precum Arcaden/des Arcades, Mouterij/Germoir și Diesdelle/Vivier d'Oie;
- Montarea de panouri antifonice;
- Amenajarea corespondențelor cu rețelele de transport în comun urban și suburban;

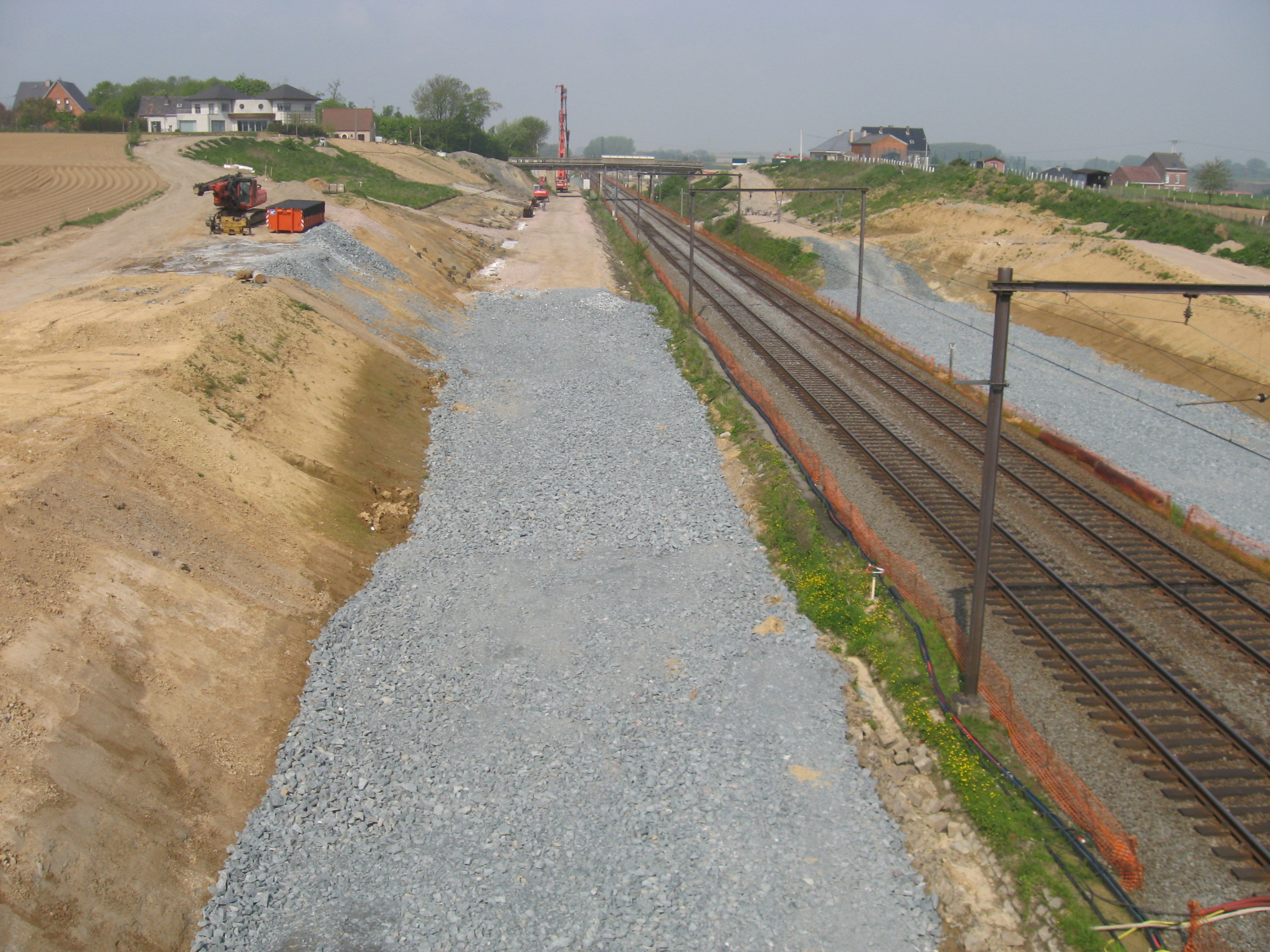
Dublarea, de la 2 la 4, a liniei 50A în zona satului Schepdaal (9 mai 2010).
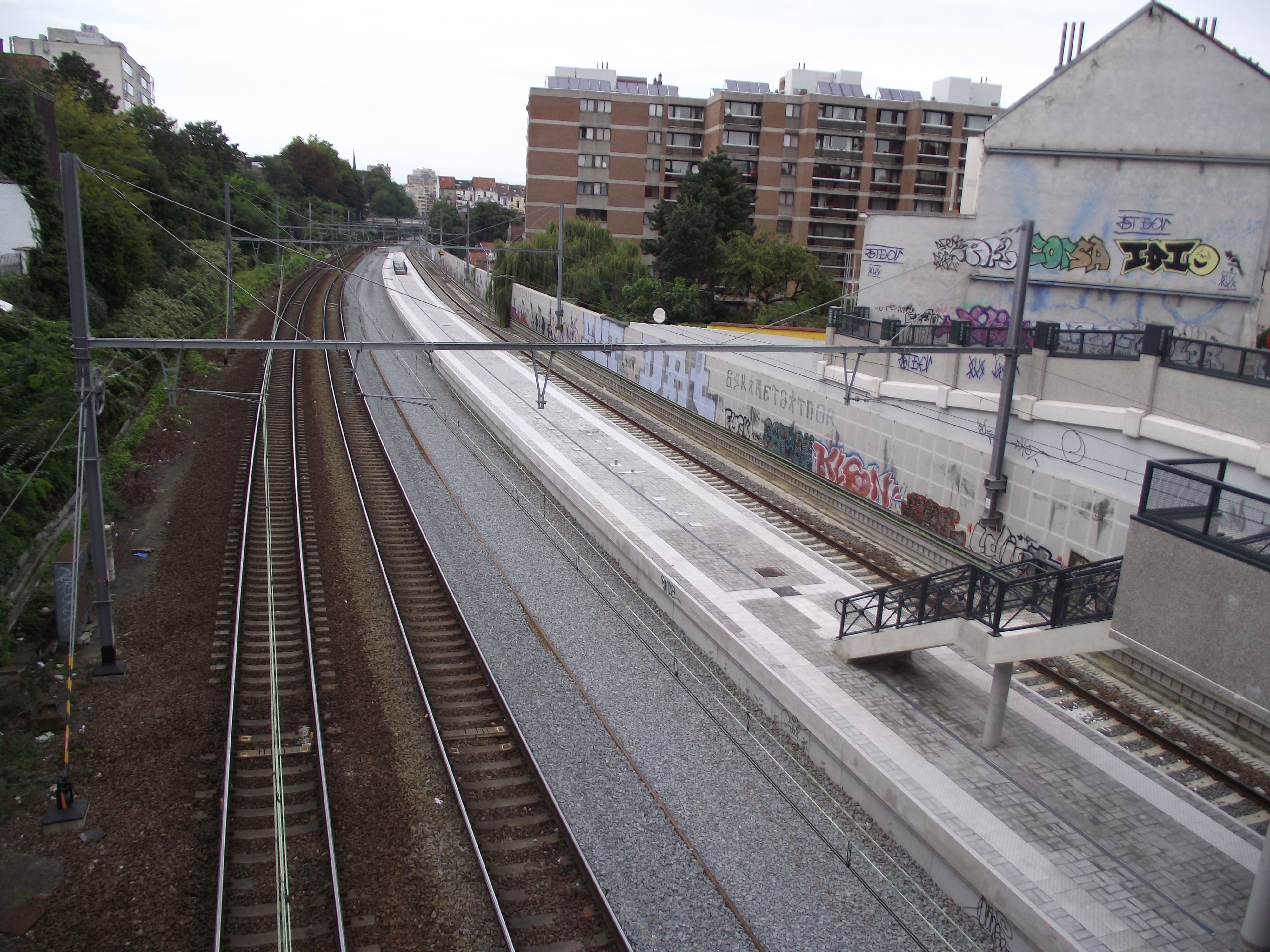
Nou peron median în gara Mouterij/Germoir (19 septembrie 2010).

## Gări
În cadrul RER au fost construite multe gări noi sau redeschise stații anterior abandonate. Inițial, NMBS/SNCB plănuia înființarea a doar 8 noi gări RER (Diesdelle/Vivier d'Oie, Arcaden/des Arcades, Arenberg, Braine-Alliance, Anderlecht, Machelen-Kerklaan, Moensberg și Mouterij/Germoir). După o anchetă în cele trei regiuni ale Belgiei, au fost adăugate încă 32 de stații. În Regiunea Capitalei Bruxelles au fost solicitate halte precum De Trooz (pe linia 50), Klein-Eiland (pe linia 28), Frans Lyceum (la Uccle/Ukkel, pe linia 26), Rogierlaan/Rue Rogier (pe linia 161) și Sint-Joost (pe linia 161). Regiunea Flandra a cerut punerea în funcțiune a 13 halte, printre care Zellik-Pontbeek, Leuven-Park, Ninove-Est și Beert-Bellingen. Regiunea Valonia a solicitat șase stații, printre care halta Bara, între gările Waterloo și Braine-l'Alleud. Totuși, din cauza resurselor operaționale limitate, NMBS/SNCB și Infrabel nu au reușit decât realizarea unui mic procent din toate aceste cereri.
Prima stație deschisă din cadrul proiectului RER a fost Diesdelle, în 2007. La lansarea oficială a RER, în 2015, au fost inaugurate gările Thurn-en-Taxis/Tour et Taxis și Mouterij/Germoir. În 2016 a urmat gara Arcaden/des Arcades.
| Gară                         | Linie | Situație |
| ---------------------------- | ----- | --- |
| Arcaden/des Arcades          | 26    | Deschisă pe 11 decembrie 2016. |
| Arenberg                     | 139   | Prevăzută inițial, neconfirmată. |
| Braine-Alliance              | 124   | Deschidere prevăzută inițial în 2016. Lucrările au fost înghețate. |
| CERIA/COOVI                  | 50A   | Numele original era „gara Anderlecht”. Proiect studiat și aprobat. Lucrările au început în 2017. Exploatată ca P+R                                                                                |
| Jamblinne de Meux            | 161A  | Prevăzută inițial, anulată în urma opoziției Consiliului Local. |
| Diesdelle/Vivier d'Oie       | 26    | Deschisă pe 10 decembrie 2007. |
| Erasmus                      | 50A   | Lucrările au început în 2017. |
| Ganshoren-Expo               | 60    | Lucrările au început în 2017. |
| Halle-Sud                    | 94    | Solicitată de Regiunea Flamandă, considerată prioritate în „Strategia feroviară flamandă”. NMBS/SNCB nu a declanșat încă procedurile pentru construcție.                                          |
| Josaphat                     | 26    | Solicitată de Regiunea Capitalei Bruxelles. NMBS/SNCB nu a declanșat încă procedurile pentru construcție. Totuși, este posibilă o mutare a gării Evere în cadrul proiectului urbanistic Josaphat. |
| Kuregem/Cureghem             | 28    | Redeschidere. Lucrările au început în 2017. |
| Machelen-Kerklaan            | 25/27 | Mutarea haltelor Buda și Machelen (Brabant) pe un amplasament situat între străzile Kerklaan și Nieuwbrugstraat. În 2015 s-a solicitat autorizația de construire.                                 |
| Moensberg                    | 124   | Mutarea gării la intersecția cu linia 24, astfel încât gara să deservească și această linie. Lucrări în curs de execuție.                                                                         |
| Mouterij/Germoir             | 161   | Deschisă pe 14 decembrie 2015. |
| Schepdaal                    | 50A   | Solicitată de Regiunea Flamandă și de primăria locală. Proiect studiat și respins din lipsă de rentabilitate.                                                                                     |
| Thurn-en-Taxis/Tour et Taxis | 28    | Redeschiderea vechii gări Pannenhuis pe 14 decembrie 2015. |
| Verboekhoven („Berenkuil”)   | 161   | Solicitată de Regiunea Capitalei Bruxelles. Lucrările ar trebui să înceapă în 2017. (conexiune cu linia 3 metrou). În 2016 „nu a existat sprijin din partea NMBS/SNCB și Infrabel”.               |

Conform unui studiu realizat în 2007 de către „FOD Mobiliteit”, gările cu cel mai mare potențial erau: Mouterij/Germoir, Wielemans (Vorst/Forest), Kuregem, Arcaden/des Arcades și „Berenkuil” (Verboekhoven). În 2012, un alt studiu comandat de „Brussels Studies” considera „Berenkuil”, Mouterij/Germoir și Pannenhuis drept primele trei gări ca potențial. În cazul primei gări s-a făcut totuși observația că realizarea infrastructurii va fi foarte greu de realizat. O altă stație considerată a avea perspective bune de dezvoltare este Josaphat.

## Material rulant
Cele mai multe trenuri S sunt deplasate de automotoare Desiro. Există totuși și unele trenuri conduse de automotoare AM80 și AM86, în timp ce în orele de vârf circulă și trenuri tractate de locomotive.

## Perspectivă

### Punerea completă în funcțiune
Completa punere în funcțiune a RER a fost amânată până în 2025. Unul din motivele importante care au dus la aceasta este întârzierea lucrărilor de dublare a liniei 124 în Linkebeek. La începutul anului 2016 s-a aflat că inclusiv inaugurarea liniei dublate 161, prevăzută pentru acel an, se află în întârziere. Referitor la frecvența trenurilor, cadența promisă inițial, de patru trenuri/sens/oră în timpul orelor de vârf și două trenuri/sens/oră în afara orelor de vârf, nu a fost încă pusă în practică, deoarece costurile sunt prea ridicate, iar NMBS/SNCB trebuie să realizeze economii substanțiale pentru a se încadra în alocarea bugetară federală. 

### RER pentru Antwerpen și Gent
NMBS/SNCB a efectuat studii pentru a constata oportunitatea realizării unor rețele RER în patru alte orașe belgiene: Antwerpen, Gent, Liège și Charleroi. Planurile pentru Antwerpen și Gent au rezultat ca având cea mai mare șansă de concretizare. Spre deosebire de RER din Bruxelles, unde a fost și e încă necesară realizarea unui număr de proiecte de infrastructură, în cazul celor două orașe ar fi suficiente un mai bun control și o mai bună coordonare cu celelalte mijloace de transport în comun. Prioritatea se îndreaptă către Antwerpen, unde implementarea RER depinde doar de disponibilitatea fondurilor necesare.

### Probleme de finanțare
La începutul lunii februarie 2016, ministrul Mobilității, Jacqueline Galant, a făcut publice mari dificultăți de finanțare a rețelei RER. Din acest motiv, ea a anunțat că dublarea liniilor 124 (Bruxelles - Nivelles) și 161 (Bruxelles - Ottignies) nu mai constituie o prioritate. Mai mult, realizarea RER în jurul orașelor Gent și Antwerpen a fost pusă „în așteptare”, deoarece toate mijloacele financiare avute la dispoziție vor fi direcționate către Bruxelles. Proiectul unei rețele preorășenești în zona Antwerpen era totuși, la data anunțului, într-o fază avansată, datorită faptului că implica doar o mai bună utilizare a infrastructurii existente, nefiind necesare mari lucrări suplimentare. Comunele, majoritatea din Brabantul Valon, care ar fi beneficiat cel mai mult de dublarea liniilor 124 și 161, au reacționat furibund, iar municipalitățile flamande din Gent și Antwerpen nu au primit nici ele cu brațele deschise anunțul privind stoparea proiectelor RER locale. La doar câteva zile după reacțiile comunităților valone, Jacqueline Galant a anunțat că sprijină totuși dublarea celor două linii, dar poziția ministrului în cadrul guvernului a slăbit considerabil. În aprilie 2016, Galant a trebuit să facă loc unui nou ministru al Mobilității, François Bellot, care, în iulie 2016, a anunțat că a obținut fonduri suplimentare pentru proiectul RER.
La data aprobării de către cele trei regiuni ale Belgiei a proiectului RER, a fost stabilită o proporție anuală de finanțare de 60/40 între regiunile flamandă și valonă. Acest raport este verificat anual, iar anumite lucrări sunt accelerate sau dimpotrivă, încetinite, pentru ca investiția generală să se încadreze în fiecare an în proporția 60/40. Un raport al Curții de Conturi publicat în ianuarie 2017 sugera însă că, în timp, proporția reală a devenit 80/20 în dauna Regiunii valone. De asemenea, Curtea constata că mai este nevoie de circa 800 de milioane de euro pentru finalizarea rețelei. Din miliardul de euro obținut de ministrul François Bellot pentru finanțarea sectorului feroviar național, circa 400 de milioane sunt destinate proiectului RER. Guvernul valon a acuzat însă distribuția dezechilibrată de fonduri către Regiunea flamandă, care ar fi urmat să primească 368 milioane de euro, față de numai 53 de milioane destinate Valoniei.